# Francesco Barberini (1597-1679)

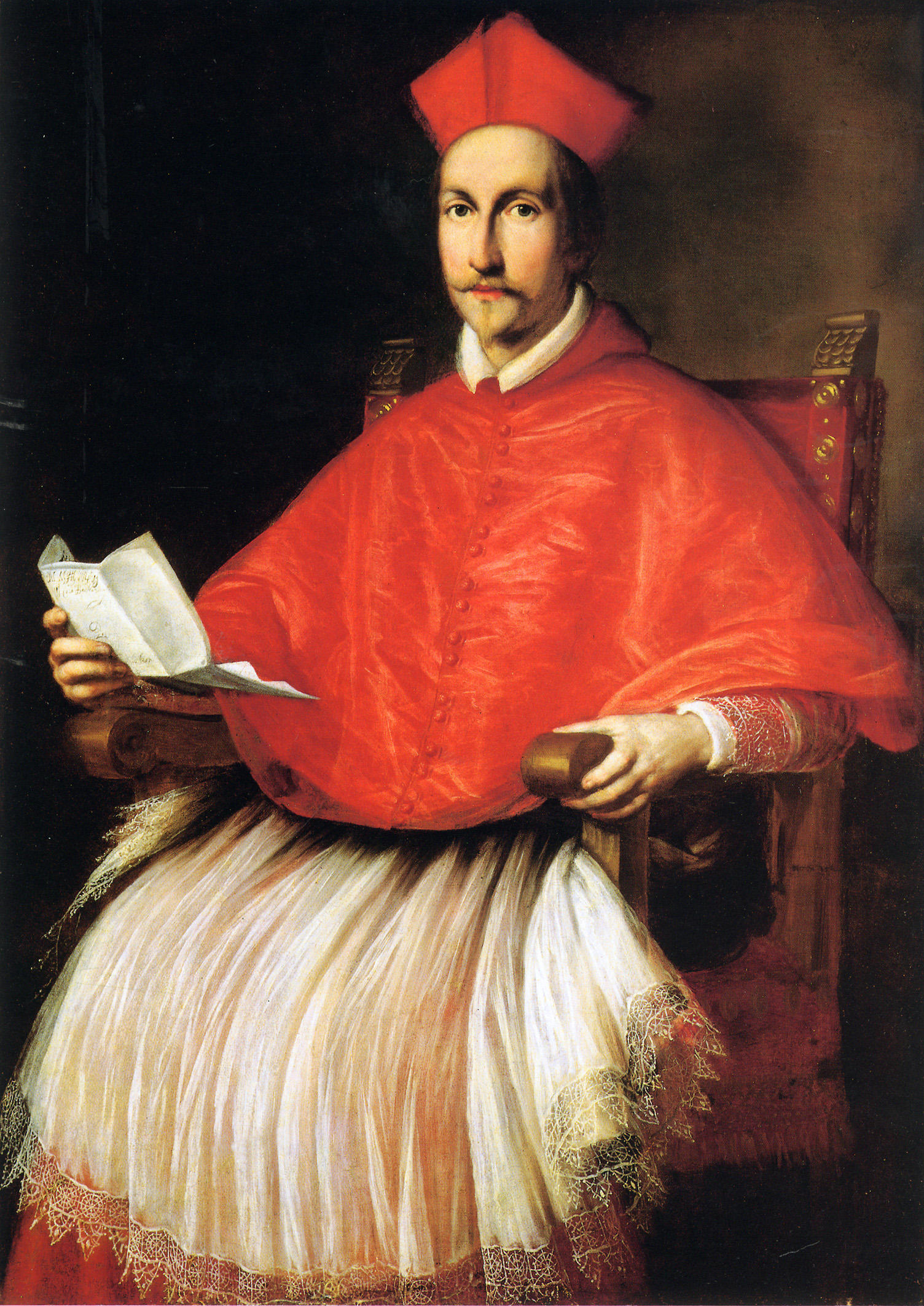
Francesco Barberini in 1624, kort nadat zijn oom, paus Urbanus VIII hem kardinaal had gemaakt.

Francesco Barberini (Florence , 23 september 1597 - Rome, 10 december 1679) was een Italiaanse kardinaal, zoon van Carlo Barberini en Costanza Magalotti, uit de vooraanstaande familie Barberini.
Hij studeerde kerkelijk en burgerlijk recht aan de Universiteit van Pisa, waar hij afstudeerde in 1623. Op 2 oktober van hetzelfde jaar werd hij door zijn oom Maffeo Barberini, de pas verkozen paus Urbanus VIII, benoemd tot kardinaal, staatssecretaris bij de Heilige Stoel en pauselijk legaat van Avignon. Deze laatste positie zou hij bekleden tot in 1633.
Vanwege zijn interesse in literatuur en kunst werd hij een belangrijke mecenas. Zijn secretaris was de boekhandelaar Cassiano dal Pozzo die de kunsten ook een ruim hart toedroeg. Francesco was de oude broer van kardinaal Antonio Barberini en Taddeo Barberini, die prins van Palestrina werd.
Als grootinquisiteur van de Romeinse Inquisitie maakte hij deel uit van het tribunaal dat Galileo berechtte; hij was een van de drie leden van het tribunaal die Galileo niet wilden veroordelen. In Rome is Barberini kardinaal-bisschop geweest van de volgende titelkerken: het suburbicair bisdom Sabina, Porto e Santa Rufina en Ostia.